# Shanbei-Kultur
Die Shanbei-Kultur (chinesisch 山背文化, Pinyin Shānbèi Wénhuà, englisch Shanbei Culture) ist eine 1961 am Unterlauf des Gan Jiang und am See Poyang Hu entdeckte spätneolithische Kultur.
Das namensgebende Dorf Shanbei (山背村 Shanbeicun) der Shanbei-Stätte (山背遗址) liegt in der Gemeinde Shangfeng (上奉乡) des Kreises Xiushui der bezirksfreien Stadt Jiujiang in der chinesischen Provinz Jiangxi.
Der chinesische Archäologe Peng Shifan 彭適凡 datiert die Kultur auf die Zeit von 3050 bis 2550 v. Chr.